# Ranger 5
Ranger 5 byla bezpilotní sonda organizace NASA z USA určená k průzkumu Měsíce
Celý projekt programu Ranger připravila Jet Propulsion Laboratory (JPL) v Pasadeně u Los Angeles.

## Start
S pomocí dvoustupňové rakety Atlas-Agena B odstartovala sonda z rampy na kosmodromu
Eastern Test Range na Floridě dne 18. října 1962. V katalogu COSPAR dostala přidělené označení 1962-055A.

## Konstrukce sondy

Ranger 5

Váha byla 340 kg. Obsahovala mj.panely slunečních baterií, chemické baterie s výdrží na 9 hodin letu, televizní kameru se speciálním dalekohledem, výškoměr, spektrometr atd.

## Program
Cílem tohoto letu bylo sondu vyzkoušet před vysláním dalších sond programu Ranger už na povrch Měsíce. Měla měřit na určené dráze kosmické záření, magnetická pole, dopady mikrometeoritů, dopravit na povrch Měsíce pouzdro se seismometrem, už v době příletu k Měsíci pořizovat jeho snímky. Měla napravit neúspěch jak misí Pioneer z let 1958-1959, tak zejména všech předchozích sond Ranger, vypuštěných v letech 1961 - 1962.

## Průběh letu
Raketa se sondou odstartovala bez problémů, jenže během letu k Měsíci se sondě neotevřely panely slunečních baterií. Vlastní chemické baterie vydržely pouze prvních 9 hodin letu a dál bez možnosti regulovat let sonda pokračovala v letu mimo Měsíc zhruba 720 km od povrchu. Dostala se pak na heliocentrickou dráhu, Země s ní neměla žádný kontakt.
V této etapě závodu o dosažení Měsíce vedl zatím SSSR se svým programem Luna a neúspěch všech pěti Rangerů vyvolal pochybnosti o celém programu.